# Obleganje Urviventusa
Obleganje Urviventusa, ali obleganje Urbs Vetus, se je zgodilo med gotsko vojno (535–554). Bizantinski poveljnik Belizar je poslal močno silo, da zavzame Urvivent, sam pa je korakal proti Urbinusu (današnji Urbino). Tisoč Gotov pod vodstvom Albilasa je bilo poslanih, da brani mesto. Belizar je po zavzetju Urbinusa okrepil oblegalno vojsko. Ocenil je situacijo in se odločil, da mesta ni mogoče zavzeti z napadom. Ko je mestu zmanjkalo zalog, so se branilci predali.